# Calle de los Hermanos García Noblejas
La Calle de los Hermanos García Noblejas (desde 2017 hasta 2021, avenida de la Institución Libre de Enseñanza) es una vía urbana de la ciudad española de Madrid, prolongación natural de la calle de Arturo Soria tras su cruce con la calle de Alcalá. Situada al este de la ciudad, traza el límite entre los distritos de San Blas-Canillejas (acera este) y Ciudad Lineal (acera oeste).
La avenida empieza al norte en su cruce con la calle de Alcalá, en la plaza de Ciudad Lineal (antes conocida como la plaza de la Cruz de los Caídos o simplemente La Cruz), y termina al sur, en el cruce de las calles Versalles y Malmoe.

## Historia

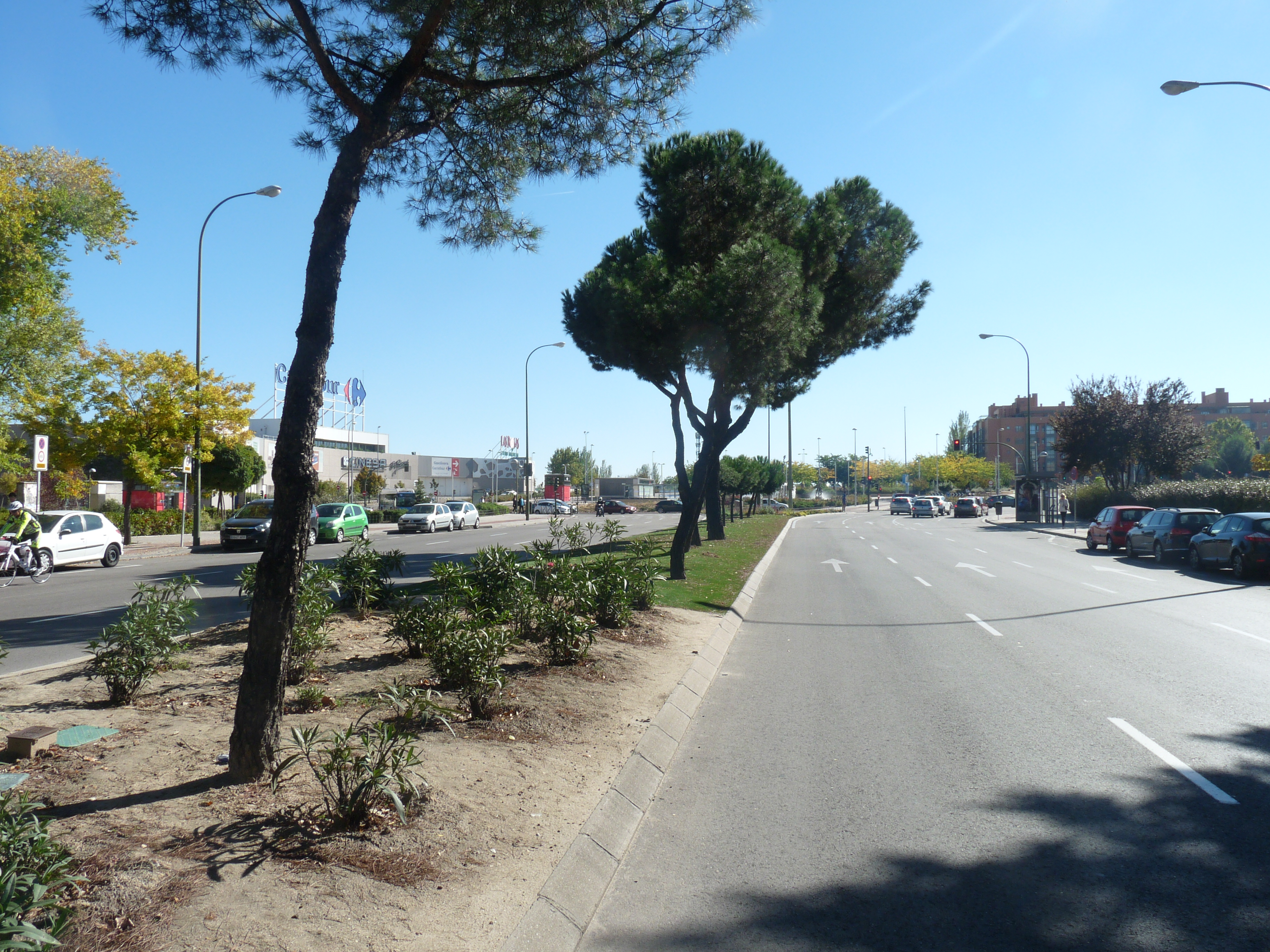
Vista de la calle hacia la plaza de Alsacia

No aparece en ninguno de los manuales clásicos dedicados a las calles de Madrid.
Ya antes de la Guerra Civil, la calle formaba parte del proyecto de Ciudad lineal ideado por Arturo Soria.
En su origen fue continuación hacia el sureste del Camino de la Cuerda, en la periferia de los pueblos madrileños de este sector. 
Tras la guerra civil española, el tramo entre la antigua carretera de Alcalá y la calle de Vital Aza se llegó a llamar avenida de la Victoria. [cita requerida]
Perteneciente al término del municipio de Canillejas, en sesión del 30 de marzo de 1950 fue absorbida por la Villa de Madrid y rebautizada a partir de 1953 con el nombre de «calle de los Hermanos García Noblejas», que hasta ese momento nombraba la que luego sería calle de Santibáñez de Béjar, en Canillejas.
En 2016, el Comisionado para la Memoria Histórica del Ayuntamiento de Madrid propuso que la calle se renombrara como «avenida de la Institución Libre de Enseñanza». El pleno del ayuntamiento aprobó este cambió el 28 de abril de 2017. El cambio de denominación definitivo fue aprobado por la Junta de gobierno municipal el 4 de mayo de 2017, registrándose con posterioridad el cambio en el registro del callejero.
El 21 de mayo de 2018 el Juzgado de lo Contencioso-Administrativo número 24 de Madrid anuló el cambio de denominación de la calle Hermanos García Noblejas a Institución Libre de Enseñanza por "no ajustarse a Derecho" aduciendo que "de esta escueta realidad de la historia no encontramos de qué forma los hermanos García Noblejas colaboraron en la sublevación militar o en la guerra civil o fueron instrumentos relevantes en el sostenimiento del sistema dictatorial implantado por Franco después de la guerra". La sentencia especificaba que no se había probado "qué acciones o conductas realizaron para que puedan ser subsumibles en el concepto de exaltación bien de la propia rebelión militar, de la guerra civil o de la represión en la dictadura franquista". Tras el recurso del Ayuntamiento de Madrid, el Tribunal Superior de Justicia de Madrid ratificó dicha sentencia el 13 de mayo de 2021. El 17 de enero de 2022 el Ayuntamiento mandó recolocar las placas de la calle en cumplimiento con dicha sentencia.

## Edificios e instituciones

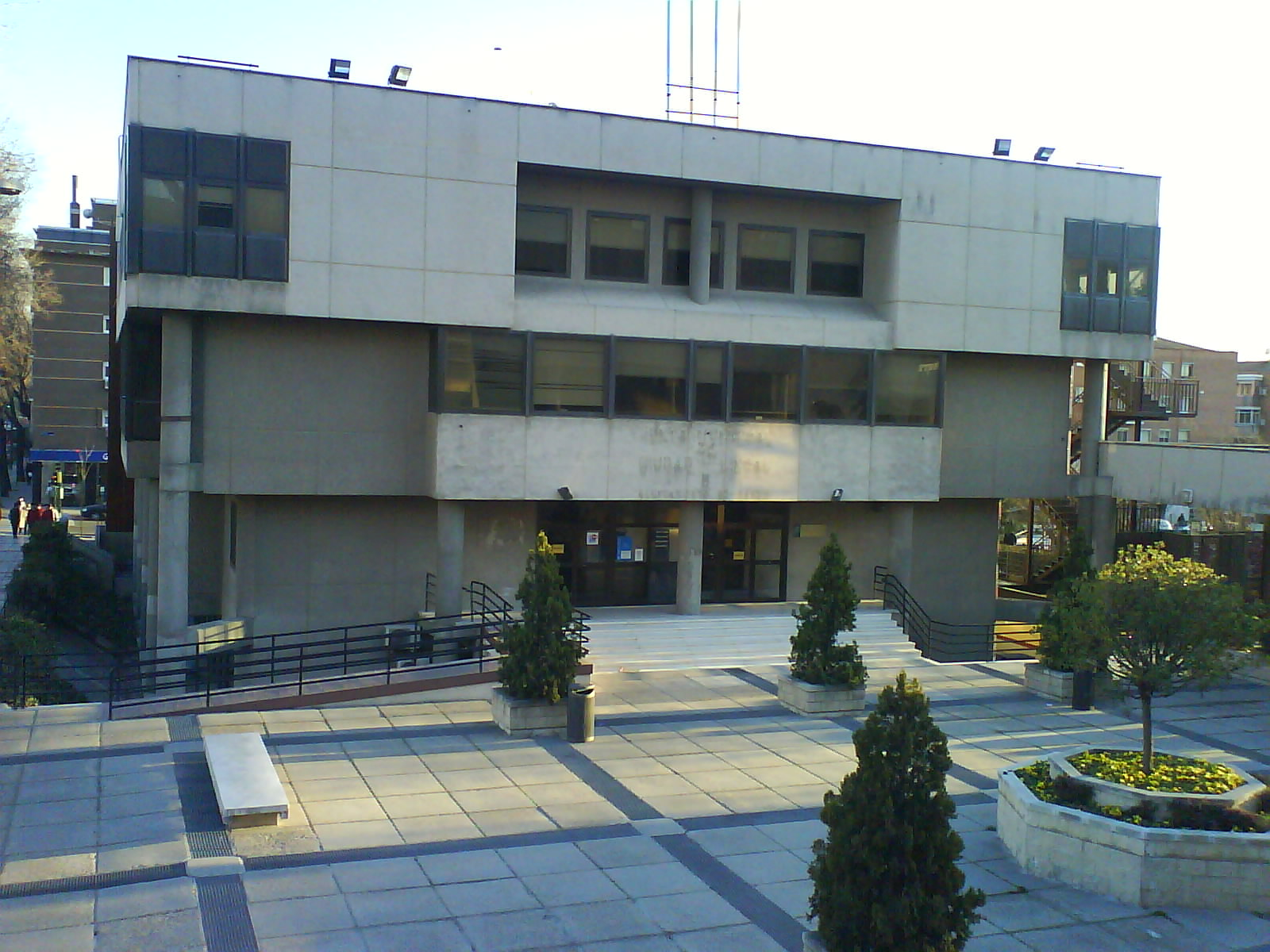
Junta Municipal de Distrito de Ciudad Lineal

- En la esquina con la calle Alcalá, el centro comercial Alcalá Norte.
- La Junta Municipal de Distrito de Ciudad Lineal, situada al principio de la calle, y el centro cultural Ciudad Lineal, la biblioteca municipal y el centro de mayores Príncipe Felipe.[4]
- En la confluencia con la calle Francisco Largo Caballero, el centro de servicios sociales Luis Vives.
- En el número 168, el centro de salud García Noblejas.
- En el número 89, el centro de especialidades Pedro González Bueno.
- En el número 49, la parroquia de La Encarnación del Señor.
- Casi al final de la calle, junto a la plaza de Alsacia, el Centro Comercial Las Rosas.

Otros edificio menos relevantes que pueden mencionarse son las escuelas de Nuestra Señora de la Caridad del Cobre (centro escolar para niñas fundado en la década de 1920); el Grupo Escolar Miguel Blasco de Vilatela (en su origen bajo el patronato de «F.E.T. y de las J.O.N.S.»).